# Hellfire Club (альбом)
Hellfire Club, виданий 6 квітня 2004 року, шостий альбом німецького павер-метал гурту Edguy. Альбом записаний за участю німецького фільм-оркестру Бабельсберга.

## Про альбом
На відміну від їхніх попередніх альбомів, Hellfire Club по звучанню більше схожий на Iron Maiden ніж на Helloween, як у вокалі так і у музиці. Перша композиція "Misteria" розпочинається з вступу - "Ladies and Gentlemen! Welcome - to the Freak Show!" (Пані та панове! Запрошуємо - на шоу уродців), і продовжується, занадто важким і темним для стилю Edguy, гітарним рифом, схожим на рифи Judas Priest. Весь альбом в цілому продовжується в такому ж руслі, за декількома винятками:
- "We Don't Need a Hero" дуже швидка, ритмічна композиція, типова для гурту.
- Пісня у середньому темпі "King of Fools" була синглом до альбому, і вона дала можливість гурту з'явитись на телебаченні в Німеччині на Pro7 McChart Show.
- "Lavatory Love Machine" одна з жартівливих пісень гурту, і вона незвичайна тим, що більше по стилю нагадує хард-рок ніж хеві-метал. Жартівливий текст описує переліт Тобіаса в Бразилію літаком який падає, і сексом з стюардесою в туалеті. Пісня викликала деякі суперечки, але фани приписали ліричний зміст сюрреалістичному почуттю гумору Саммета.
- "The Spirit Will Remain" оперна балада, на якій Тобіас співає тільки під оркестровий супровід.

Бонус трек "Children of Steel", виданий раніше як демо, був перезаписаний для цього альбому. Бонусна версія  "Mysteria" з вокалом Міланда Петроцца з німецького треш-метал гурту Kreator.

## Список композицій
Усі тексти написав Тобіас Саммет. Уся музика - Тобіас Саммет, за виключення зазначеного.
1. "Mysteria" (Саммет, Єнс Людвіг) – 5:44
2. "The Piper Never Dies" – 10:05
3. "We Don't Need a Hero" – 5:30
4. "Down to the Devil" – 5:27
5. "King of Fools" – 4:21
6. "Forever" – 5:40
7. "Under the Moon" (Саммет, Людвіг) – 5:04
8. "Lavatory Love Machine" – 4:25
9. "Rise of the Morning Glory" – 4:39
10. "Lucifer in Love" – 0:32
11. "Navigator" (Саммет, Людвіг) – 5:22
12. "The Spirit Will Remain" – 4:12
13. "Children of Steel" – 4:03 (бонус трек - версія 2004 року)
14. "Mysteria" (Саммет, Людвіг) – 5:32 (бонус трек з Міландом Петроцца з Kreator)
15. "Heavenward" (Саммет, Людвіг) - 5:17 ('Navigator' демо-версія)

### Бонусний диск для Гонг-Конгу
Спеціальний бонусний диск, який містив 13 додаткових композицій, і виданий у Гонг-Конгу разом з альбомом. Він містив усі треки з King of Fools EP (за виключенням "King of Fools", яка є на першому диску), два бонус треки згадані вище, альтернативна версія "Falling Down", і 5 концертних пісень, включаючи одну з проекту Тобіаса Саммета Avantasia: "Inside".
1. "New Age Messiah" (as featured on the King of Fools міні-альбом) – 6:00
2. "Children of Steel" (оригінальна версія) – 4:04
3. "Mysteria" (за участю Міланд Петроцца) – 5:32
4. "The Savage Union" (з міні-альбому King of Fools) – 4:15
5. "Falling Down" (альтернативна версія) – 4:37
6. "Holy Water" (з міні-альбому King of Fools) – 4:17
7. "Introduction" (наживо) – 1:01
8. "Tears of a Mandrake" (наживо) – 7:55
9. "Painting on the Wall" (наживо) – 4:39
10. "Inside" (наживо) – 4:17
11. "Fairytale" (наживо) – 6:22
12. "Life and Times of a Bonus Track" (з міні-альбому King of Fools) – 3:23
13. "Heavenward" (Navigator демо-версія) - 5:16

## Учасники
- Тобіас Саммет - вокал і бек-вокал, клавішні
- Єнс Людвіг - соло-гітара, бек-вокал
- Дірк Зауер - ритм-гітара, бек-вокал
- Тобіас 'Еггі' Ексель - бас-гітара, бек-вокал
- Фелікс Бонке - ударні

Запрошені музиканти
- Міланд Петроцца -  вокал на 14
- Міро - клавішні, арарнжировки оркестру
- Аманда Сомервілль, Олівер Хартман, Ральф Здіарстек, Томас Реттке, Даніель Шмітт - бек-вокал
- Німецький фільм-оркестр Бабельсберга під керівництвом Матіас Зушке

Виготовлення
- Норман Мейріц, Саша Пет - звукорежисери
- Міхаель Шуберт - запис оркестру
- Мікко Карміла - зведення
- Міка Юссіла - мастерінг на Finnvox Studios, Хельсінкі